# Évora
Évora város Portugáliában, Alentejo régiójában, az Évora kerület székhelye. Lakossága 56 ezer fő volt 2011-ben. 
Évora történelmi hagyatékát az UNESCO 1986-ban a kulturális világörökség részévé nyilvánította.

## Éghajlat
| Hónap                                                     | Jan. | Feb. | Már. | Ápr. | Máj. | Jún. | Júl. | Aug. | Szep. | Okt. | Nov. | Dec. | Év   |
| --------------------------------------------------------- | ---- | ---- | ---- | ---- | ---- | ---- | ---- | ---- | ----- | ---- | ---- | ---- | ---- |
| Rekord max. hőmérséklet (°C)                              | 24,7 | 24,3 | 31,3 | 32,3 | 37,8 | 41,8 | 45,3 | 46,0 | 44,2  | 36,7 | 27,6 | 24,4 | 46,0 |
| Átlagos max. hőmérséklet (°C)                             | 13,4 | 14,7 | 18,0 | 19,1 | 22,6 | 27,9 | 31,1 | 31,1 | 27,8  | 22,2 | 17,1 | 13,8 | 21,6 |
| Átlagos min. hőmérséklet (°C)                             | 5,8  | 6,7  | 8,6  | 9,5  | 11,7 | 14,8 | 16,6 | 17,0 | 16,0  | 13,2 | 9,7  | 7,1  | 11,4 |
| Rekord min. hőmérséklet (°C)                              | −2,9 | −1,4 | −2,3 | 2,9  | 4,9  | 6,7  | 10,9 | 11,4 | 9,1   | 5,5  | 0,0  | −0,5 | −2,9 |
| Átl. csapadékmennyiség (mm)                               | 61   | 52   | 44   | 55   | 47   | 17   | 4    | 8    | 32    | 84   | 88   | 95   | 585  |
| Havi napsütéses órák száma                                | 148  | 148  | 203  | 220  | 285  | 301  | 363  | 346  | 251   | 204  | 158  | 144  | 2771 |
| Forrás: Instituto de Meteorologia , NOAA (sun, 1961–1990) |      |      |      |      |      |      |      |      |       |      |      |      |      |

## Története
A város környéki megalitok Kr. e. 4-2. évezredből származnak, már ebben az időben éltek itt emberek. Maga Évora kb. 2000 éves múlttal rendelkezik. A rómaiak idején lett jelentős település, amikor is Liberalitas Julia, illetve Ebora Cerealis néven ismerték. (A római korból származó vízvezeték és templom a mai napig látható.) 714-ben a mórok hódították meg, akik szintén hátrahagyták a maguk építészeti örökségét. A város a 12. században került újra portugál uralom alá, és a középkorban virágzó nagyváros lett, az oktatás és a művészet egyik központja. A portugál királyok kedvenc lakhelye volt egészen a spanyol megszállásig (1580). Jelentősége utána még tovább csökkent, amikor a jezsuiták bezárták itteni egyetemüket. Évora fokozatosan egy vidéki kisváros szerepébe esett vissza. 

## Látnivalók
- Igreja de Sao Francisco (középkori templom)
- Templo romano (ókori római templom romja 2-3. századból)
- Capela dos Ossos (kápolna)
- Palácio de Dom Manuel (palota)
- Convento dos Lóios (15. századi kolostor)
- Sé Catedral (erődjellegű katedrális)
- El Monasterio de los Orden de los Cartujos (kolostor)
- A városfal
- A vízvezeték
- A régi egyetem
- Jardim publico (park)
- Az Évora környéki megalitok (pedras talhas)

## Galéria

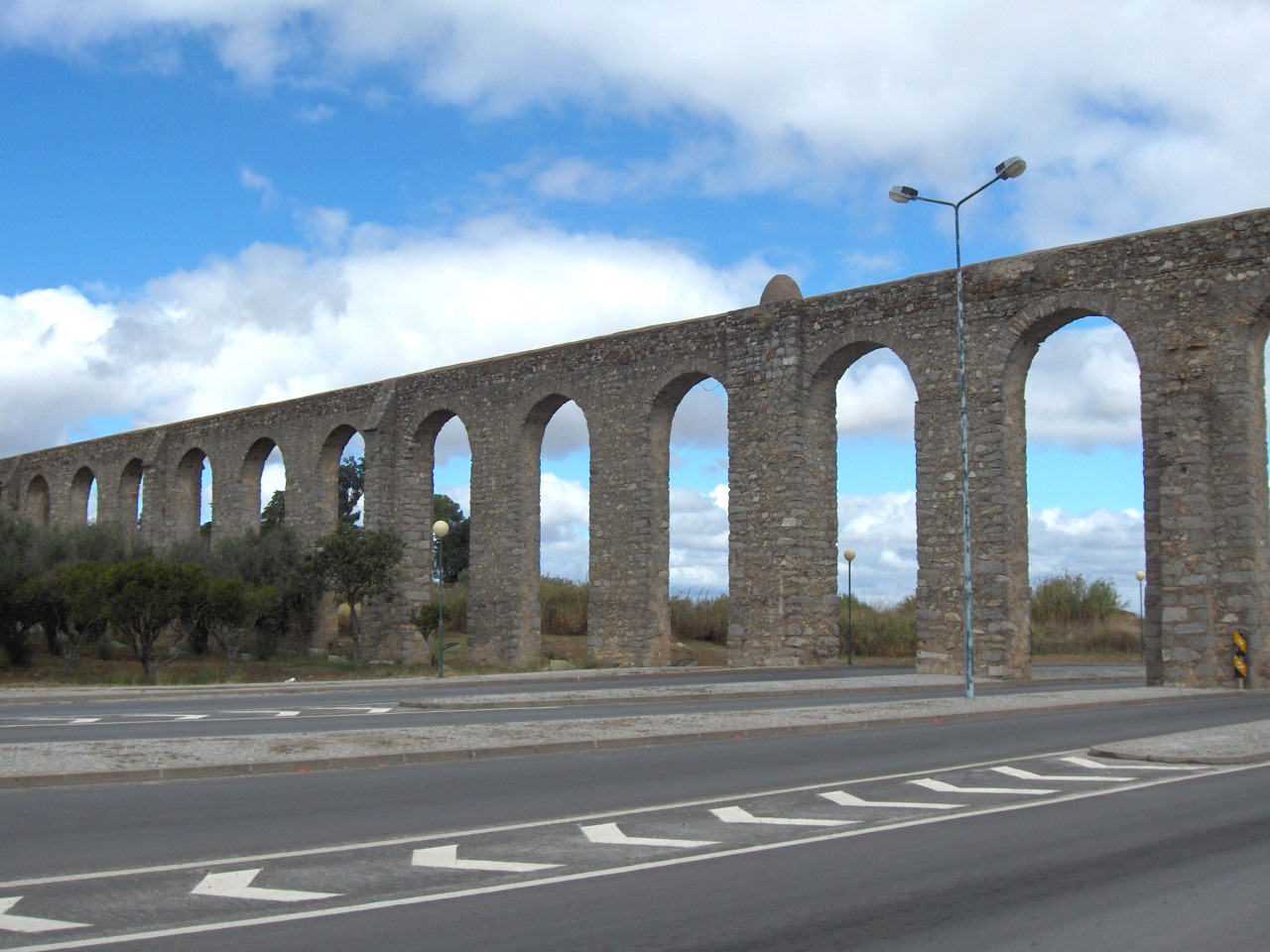
vízvezeték
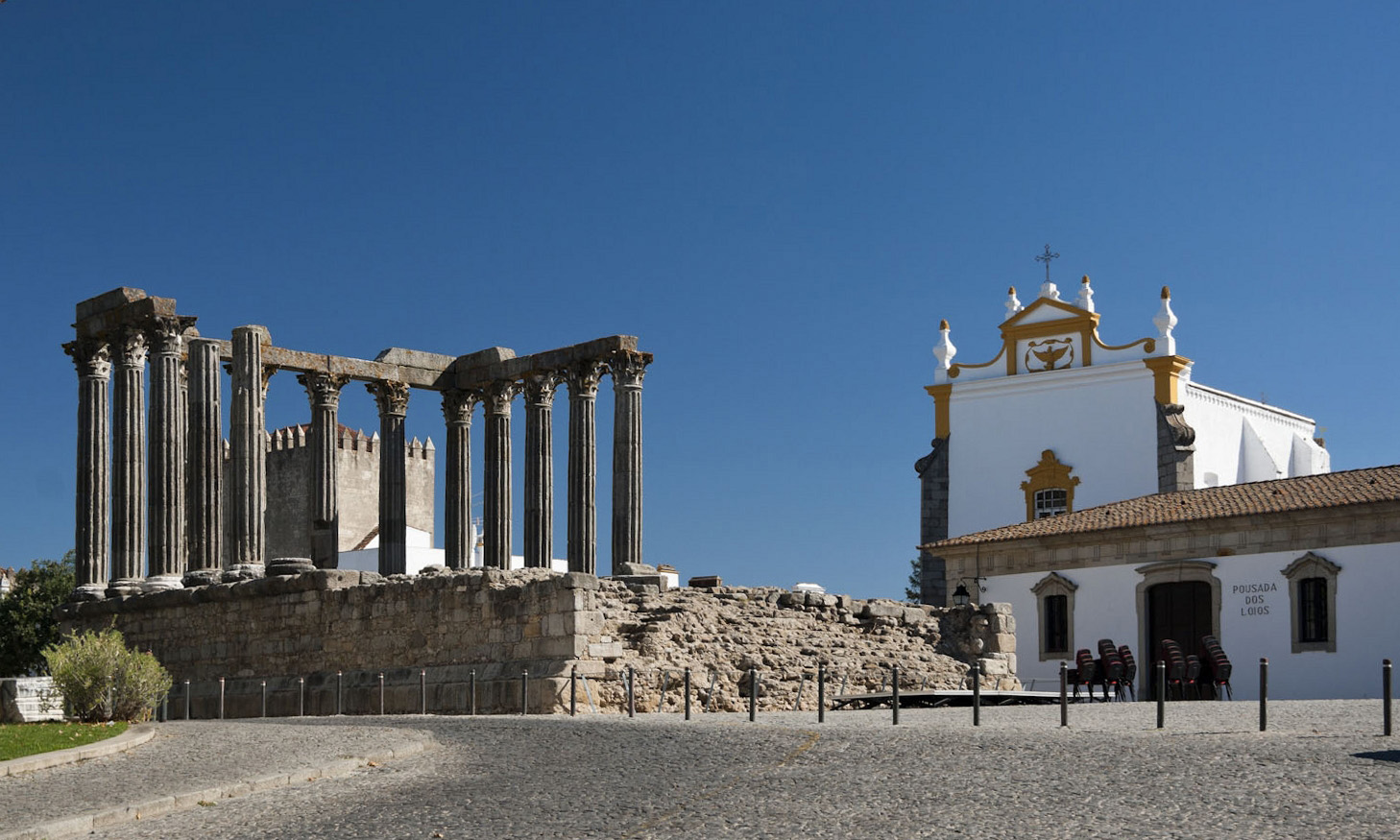
római templom
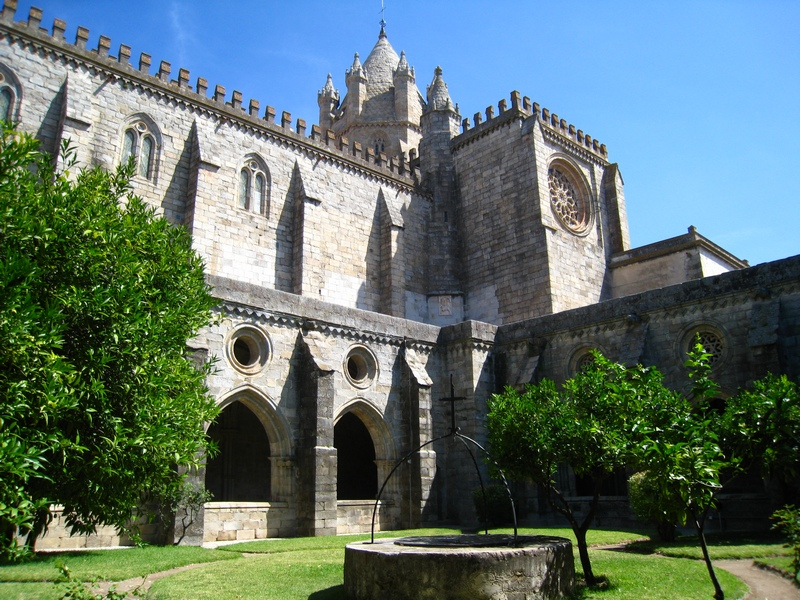
Sé katedrális
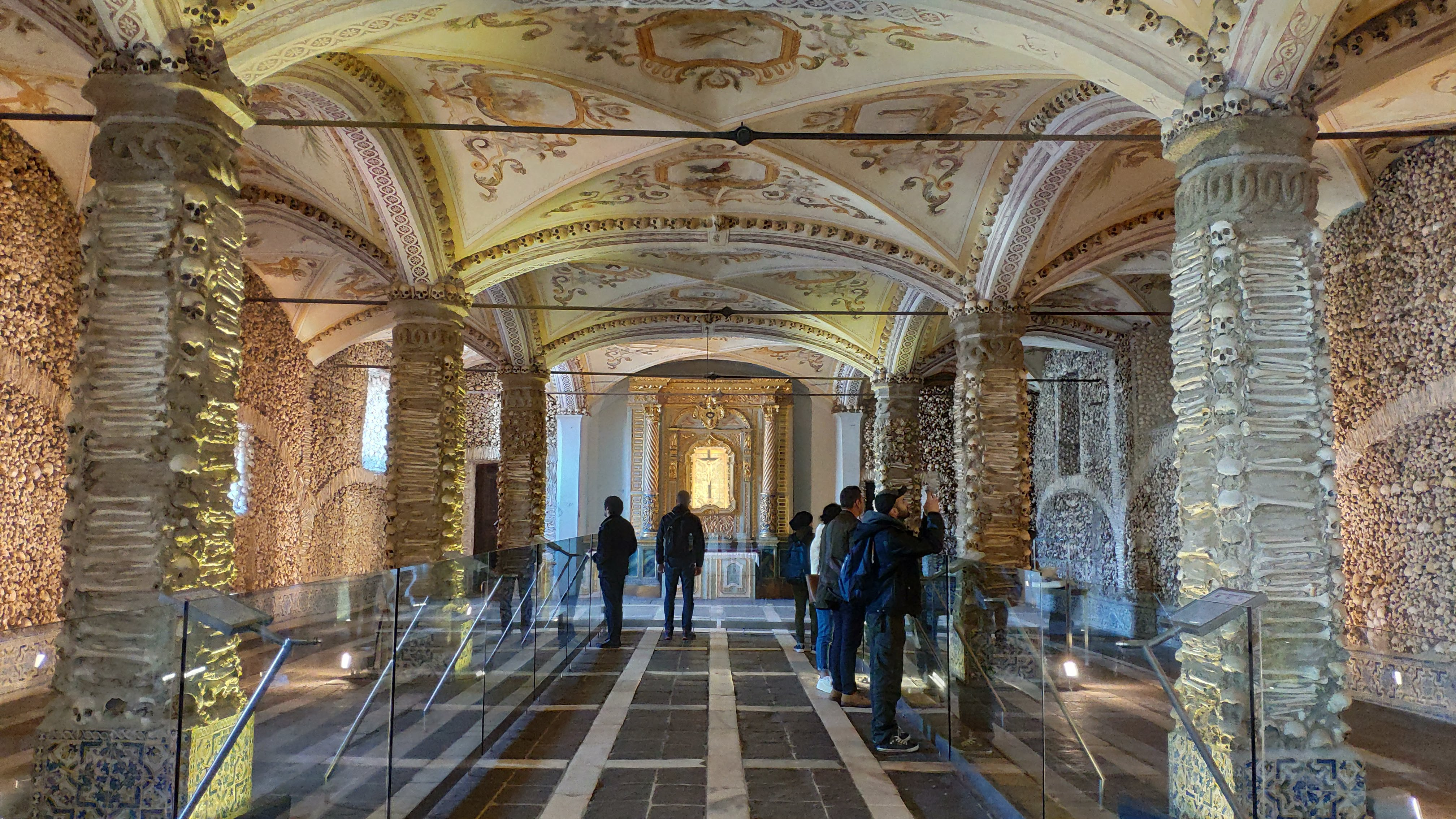
Capella dos Ossos
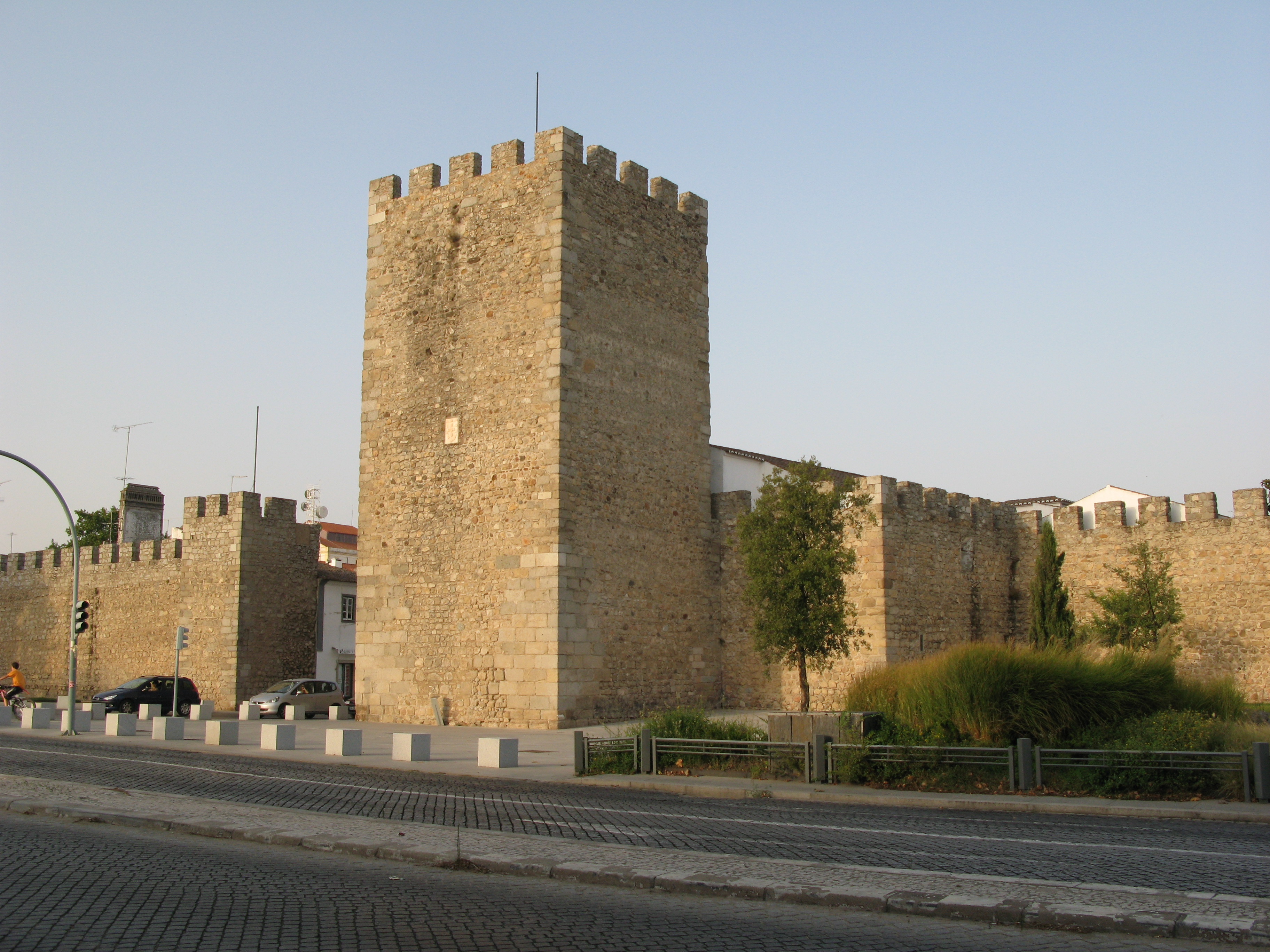
Évora várfalai
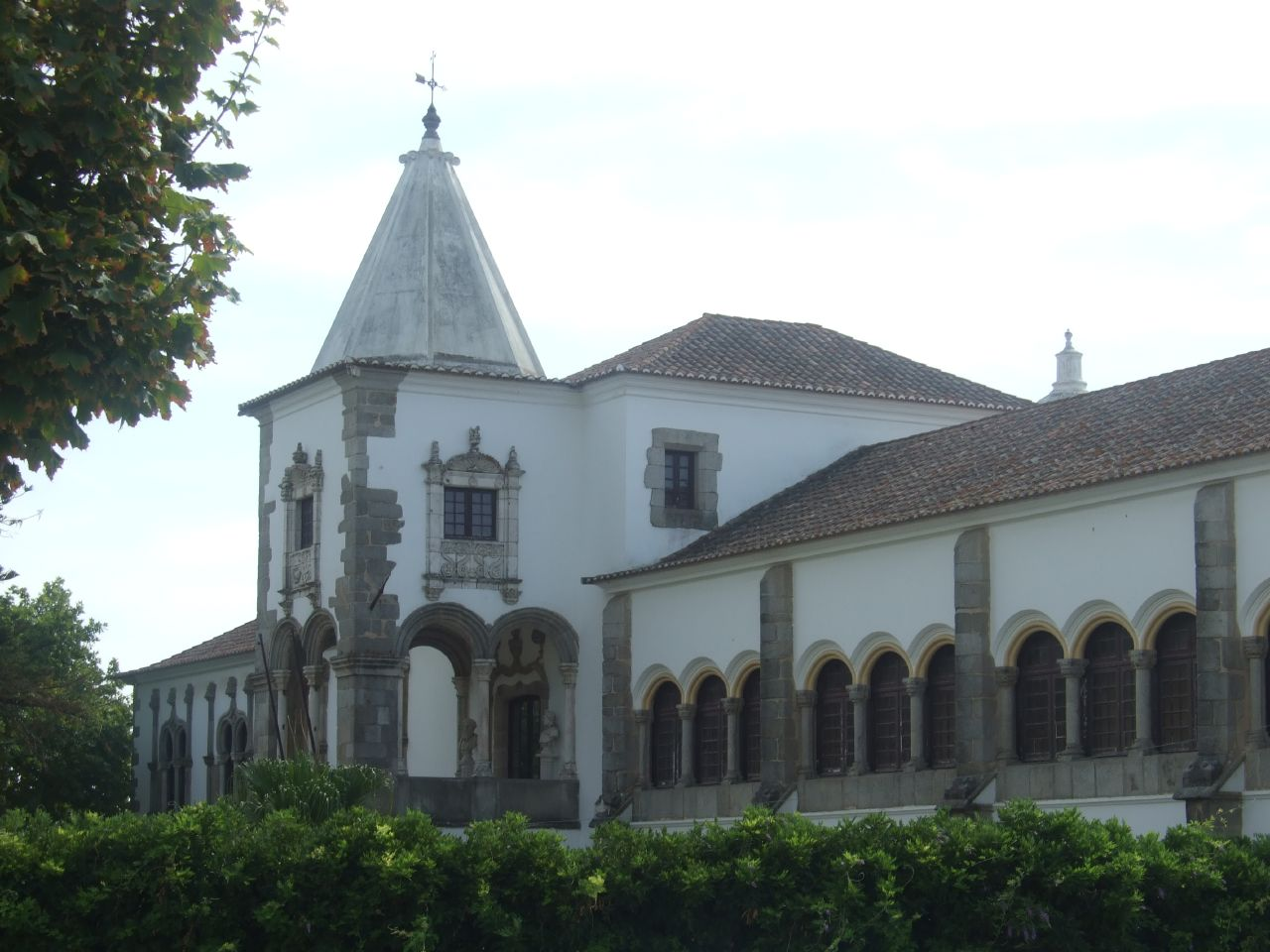
Dom Manuel palota
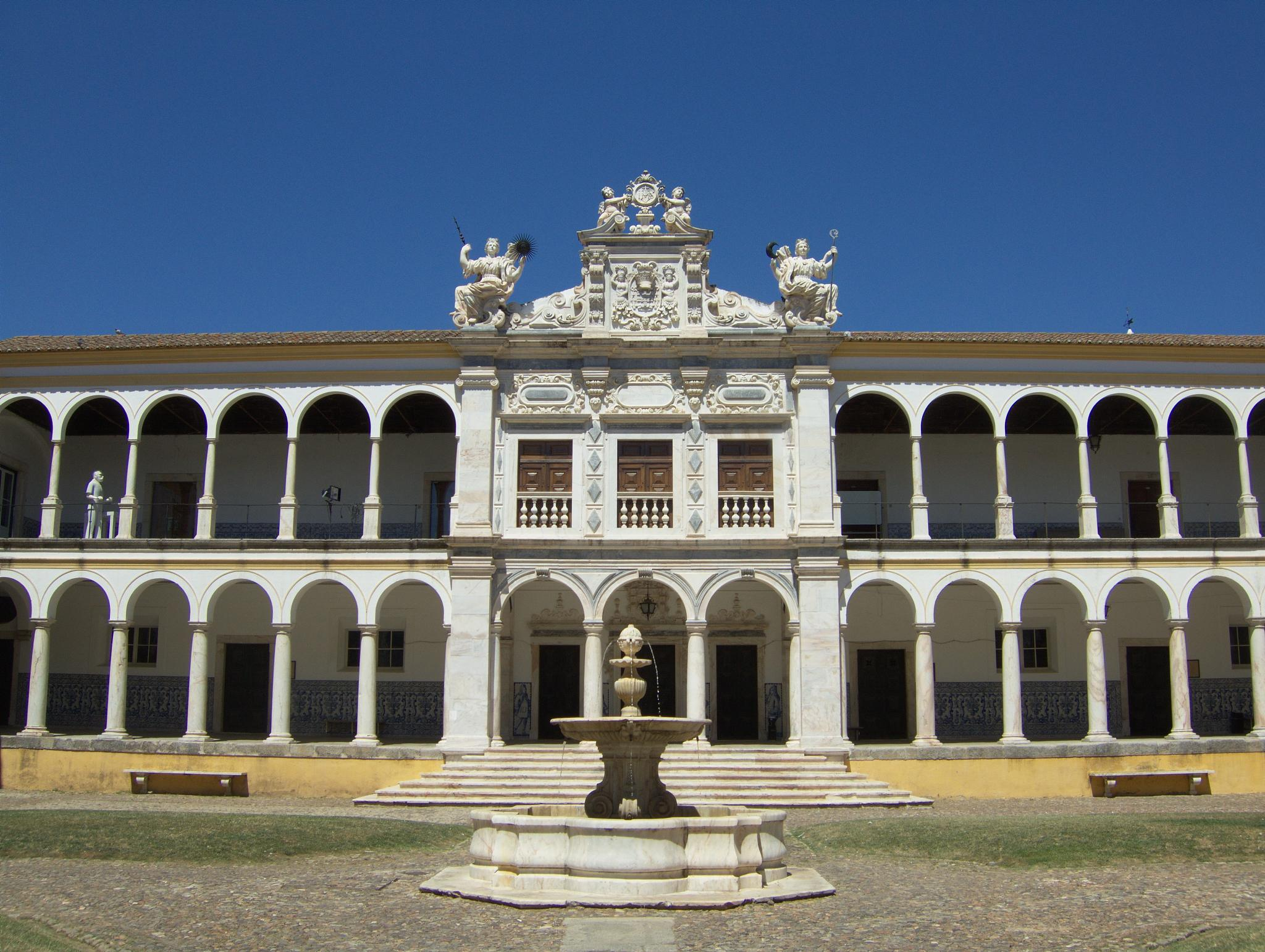
A régi egyetem
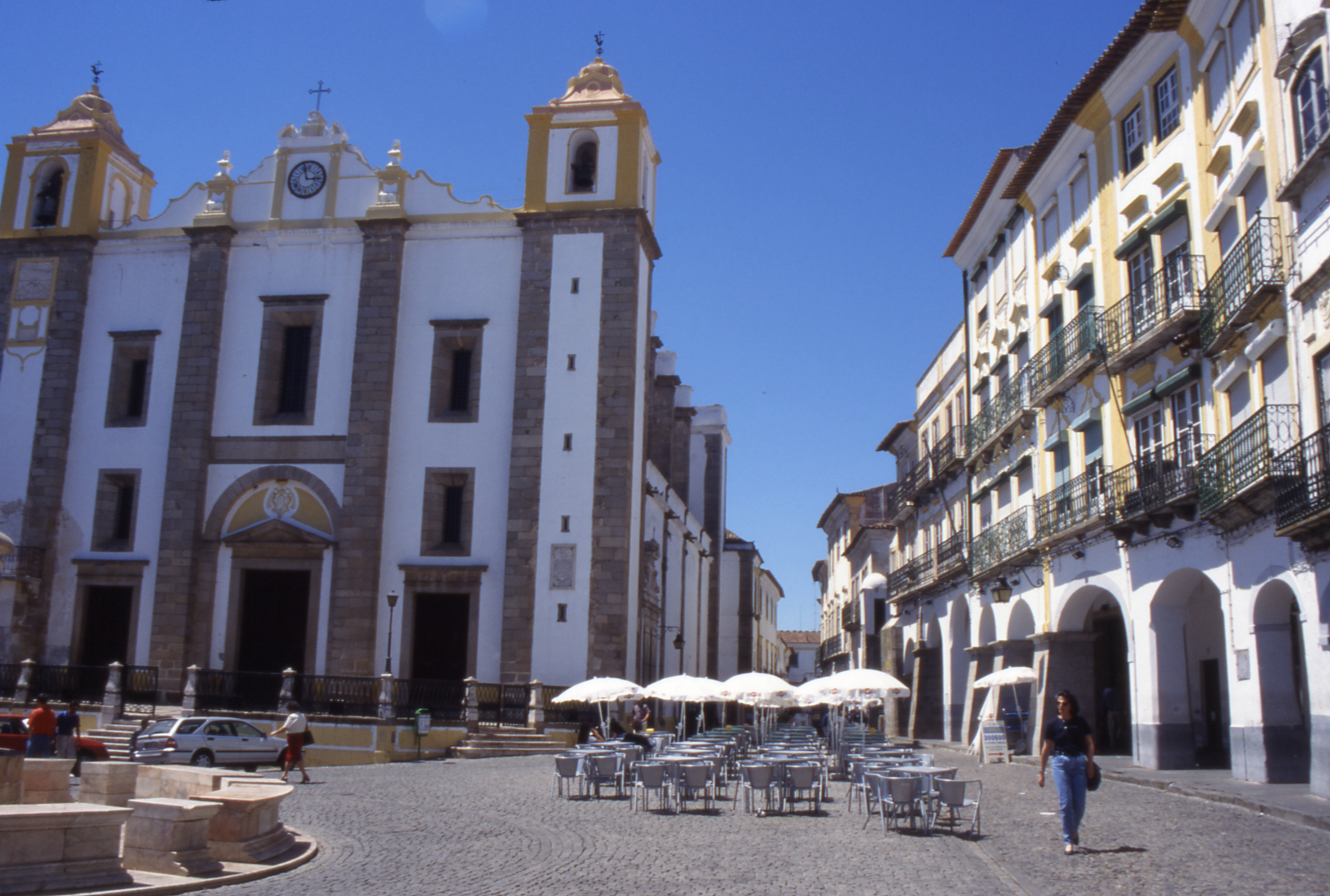
Óvárosi kép
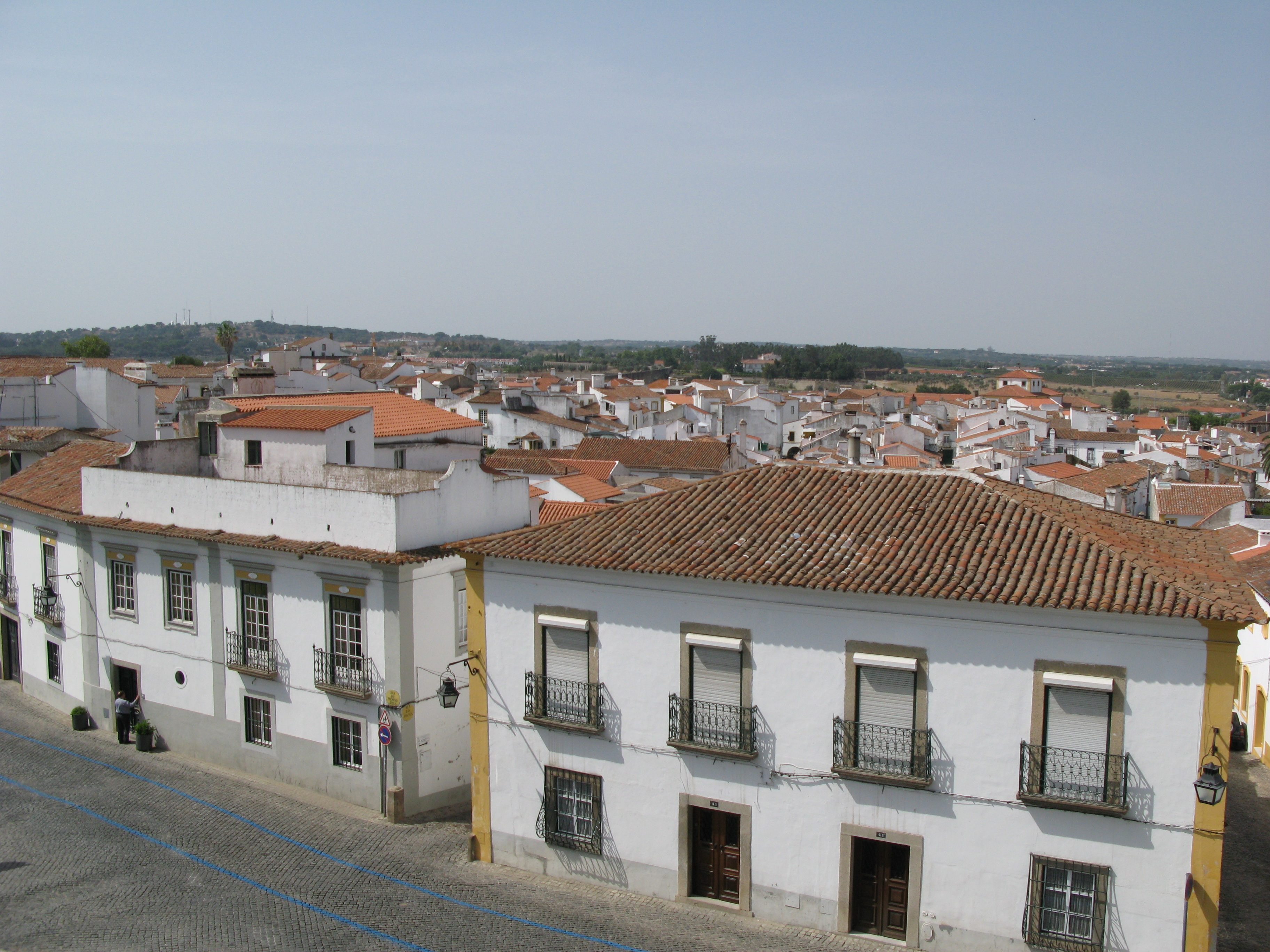
Városkép
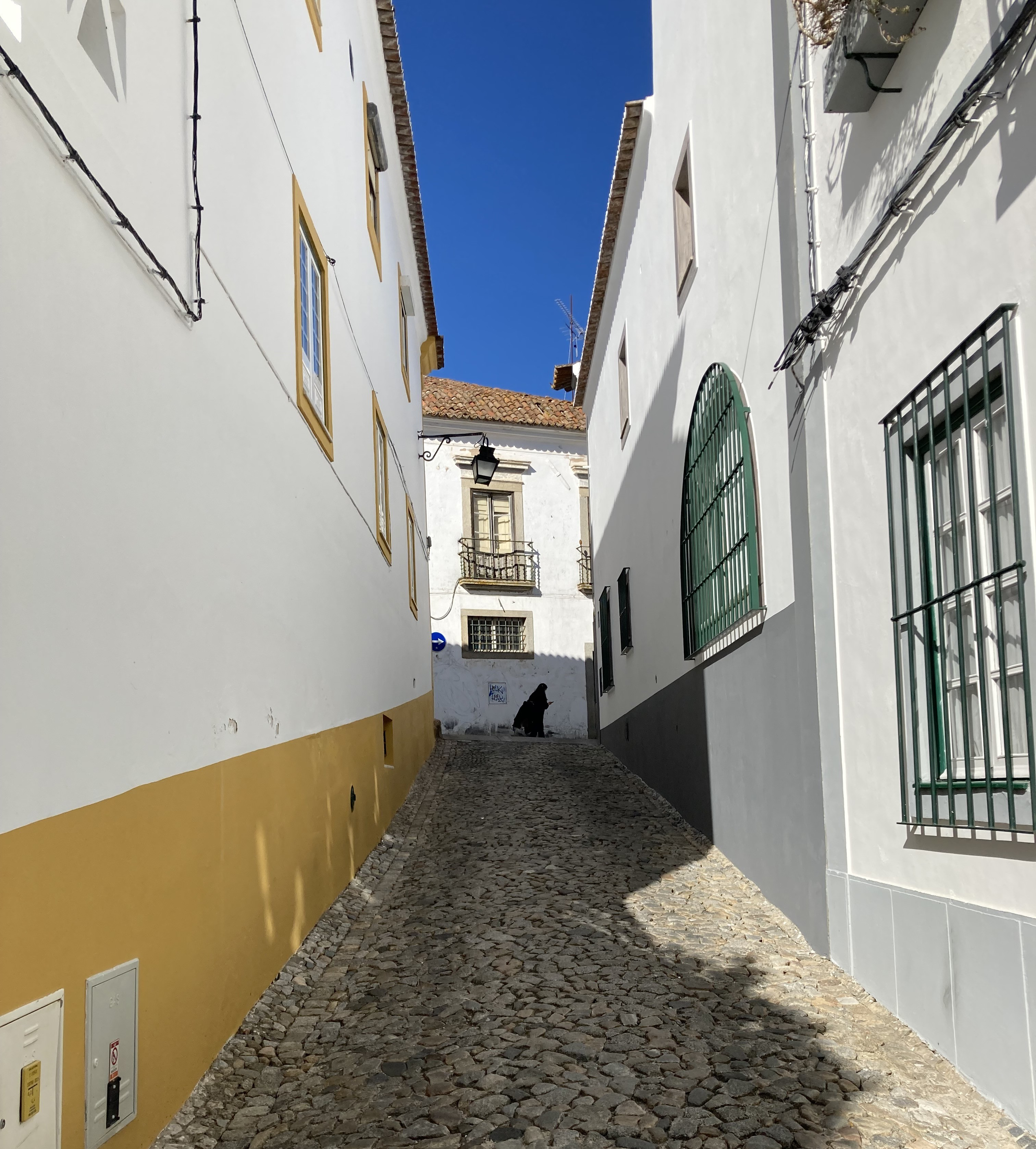
Középkori utcácska

## Fordítás
Ez a szócikk részben vagy egészben  az   Évora című angol Wikipédia-szócikk fordításán alapul.  Az eredeti cikk szerkesztőit annak laptörténete sorolja fel. Ez a jelzés csupán a megfogalmazás eredetét és a szerzői jogokat jelzi, nem szolgál a cikkben szereplő információk forrásmegjelöléseként.